# Anginon jaarsveldii
Anginon jaarsveldii är en flockblommig växtart som beskrevs av Brian Laurence Burtt. Anginon jaarsveldii ingår i släktet Anginon och familjen flockblommiga växter. Inga underarter finns listade i Catalogue of Life.